# 米德韋科勒尼
米德韋科勒尼（英語：Midway Colony）是位於美國蒙大拿州龐多雷縣的普查規定居民點。

## 人口
根據2020年美國人口普查的數據，米德韋科勒尼的面積為1.36平方千米，皆為陸地。當地共有人口100人，而人口密度為每平方千米73.53人。